# Lan đoản kiếm nhiều hoa
Lan đoản kiếm nhiều hoa (danh pháp hai phần: Cymbidium floribundum, tên tiếng Anh là Yellow Margin Orchid) là một loài phong lan.
Cây phân bố ở Trung Quốc, Việt Nam (Vĩnh Phúc).

## Hình ảnh

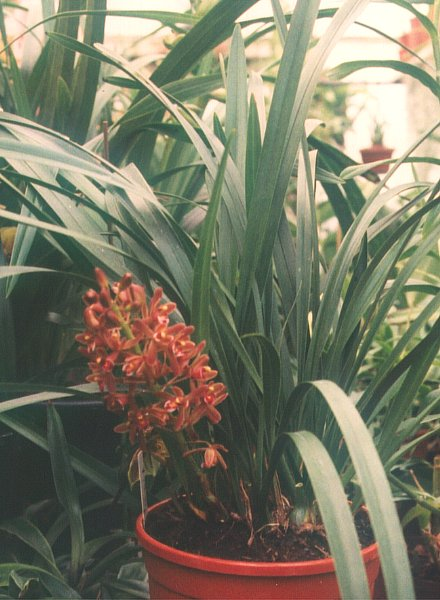
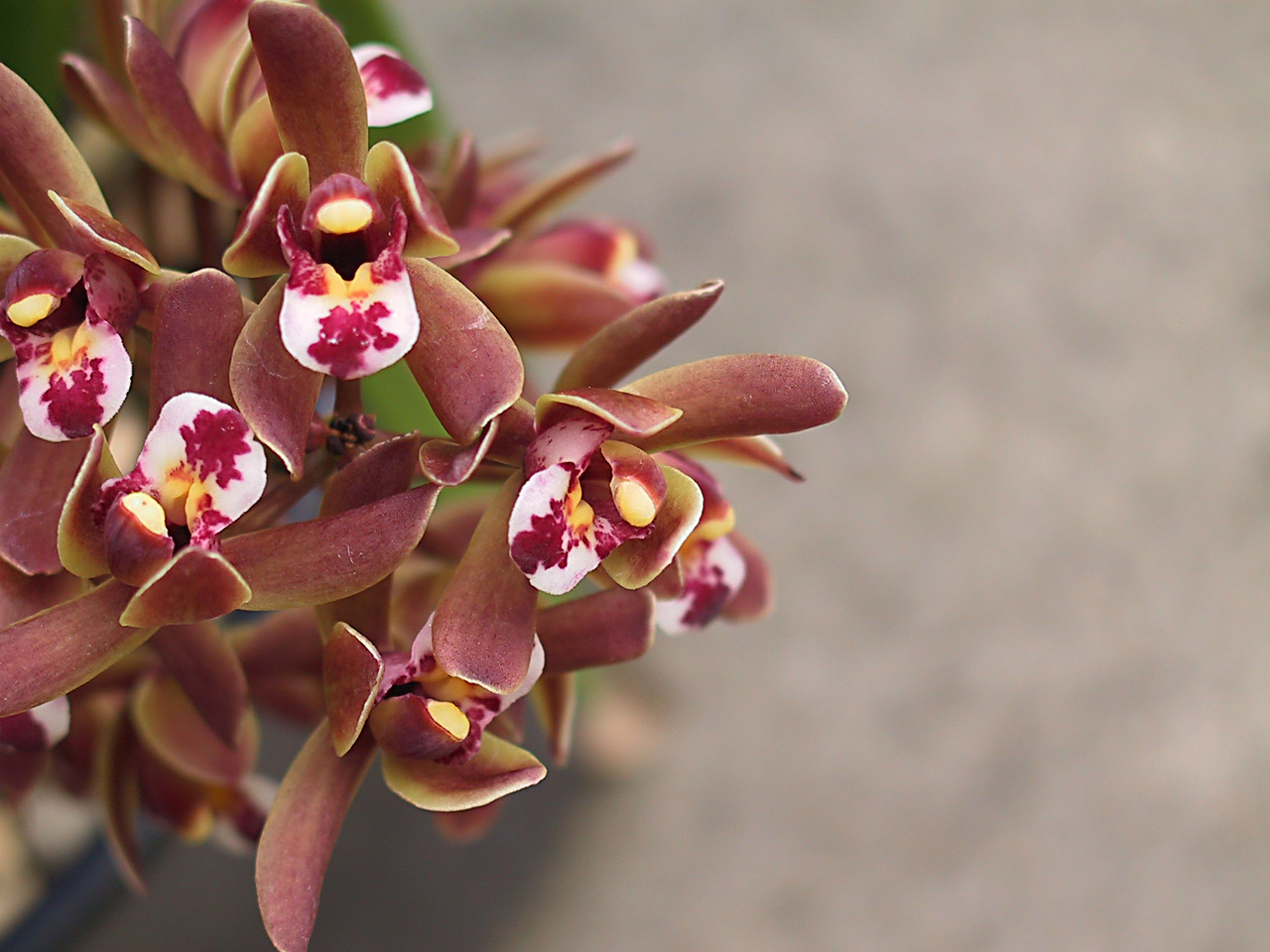
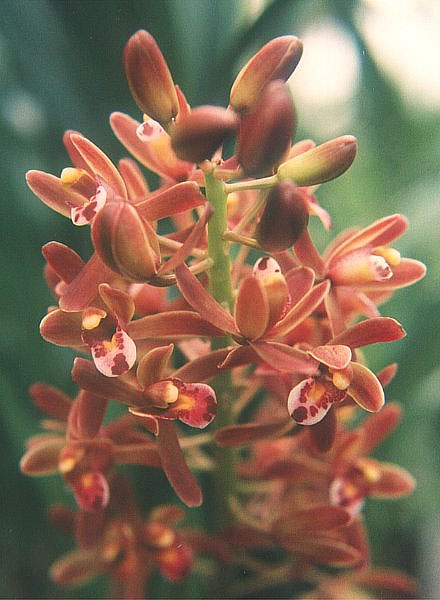